# Entrammes
Entrammes – miejscowość i gmina we Francji, w regionie Kraj Loary, w departamencie Mayenne.
Według danych na rok 1990 gminę zamieszkiwały 1 802 osoby, a gęstość zaludnienia wynosiła 69 osób/km² (wśród 1504 gmin Kraju Loary Entrammes plasuje się na 335. miejscu pod względem liczby ludności, natomiast pod względem powierzchni na miejscu 373.).